# Trypetheliopsis
Trypetheliopsis is een geslacht van korstmossen dat behoort tot de familie Monoblastiaceae. De typesoort is Trypetheliopsis boninensis.

## Soorten
Volgens Index Fungorum bevat het geslacht acht soorten (peildatum januari 2022):
| Soortnaam                   | Auteur(s)                       | Publicatiejaar |
| --------------------------- | ------------------------------- | -------------- |
| Trypetheliopsis boninensis  | Asahina                         | 1937           |
| Trypetheliopsis coccinea    | (Aptroot & Sipman) Aptroot      | 2009           |
| Trypetheliopsis epiphylla   | (R. Sant.) Aptroot              | 2009           |
| Trypetheliopsis gigas       | (Zahlbr.) Aptroot               | 2009           |
| Trypetheliopsis hirsuta     | Weerakoon, Arachchige & Aptroot | 2016           |
| Trypetheliopsis kalbii      | (Lücking & Sérus.) Aptroot      | 2009           |
| Trypetheliopsis kassamensis | (Sérus.) Aptroot                | 2009           |
| Trypetheliopsis yoshimurae  | H. Harada                       | 2017           |